# الدوري العراقي الدرجة الأولى 2017–18
الدوري العراقي الدرجة الأولى هو ثاني أعلى دوريات كرة القدم في العراق بعد الدوري العراقي الممتاز يتأهل فريقين من كل موسم فيه إلى الدوري العراقي الممتاز. الجولة الاخيرة لعبت يوم 8 آب. توج نادي الكرخ باللقب على حساب نادي أربيل لحصولة على نقاط أكثر.

## المرحلة الاخيرة
يقسم المتأهلين من التصفيات إلى مجموعتين من ستة فرق. يلعب كل فريق في المجموعة مع الفرق الأخرى بنظام دورة روبن. يتأهل صاحب المركز الأول من كل مجموعة إلى الدوري العراقي الممتاز 2018–19.

## المجموعة أ
- جميع المباريات ستلعب في أربيل.[1]

| المركز | فريق                   | لعب | ف | ت | خ | له | عليه | فرق | نقاط | التأهل أو الهبوط               |
| ------ | ---------------------- | --- | - | - | - | -- | ---- | --- | ---- | ------------------------------ |
| 2      | اربيل (بطل المجموعة أ) | 5   | 3 | 2 | 0 | 11 | 3    | +8  | 11   | الدوري العراقي الممتاز 2018–19 |
| 3      | القاسم                 | 5   | 3 | 1 | 1 | 6  | 4    | +2  | 10   |                                |
| 1      | الدفاع المدني          | 5   | 2 | 2 | 1 | 3  | 5    | −2  | 8    |                                |
| 4      | الصليخ                 | 5   | 2 | 0 | 3 | 5  | 4    | +1  | 6    |                                |
| 5      | الموصل                 | 5   | 0 | 3 | 2 | 5  | 7    | −2  | 3    |                                |
| 6      | ميسان                  | 5   | 0 | 2 | 3 | 1  | 8    | −7  | 2    |                                |

المصدر: Iraqi 1st Div 2017/2018
قواعد ترتيب الفرق: 1 النقاط; 2 فرق الأهداف; 3 عدد الأهداف.
# = المركز ; لعب = المباريات الملعوبة; فاز = عدد مباريات الفوز; تعادل = عدد مباريات التعادل; خسر = عدد مباريات الخسارة; له = الأهداف التي سجلها; عليه = الأهداف التي استقبلها; +/- = فارق الأهداف; النقاط = النقاط ، (C) = البطل ، (R) = الهبوط
ملاحظة 1 تم منح مباراة ميسان - أربيل بفوز 3-0 لـ "أربيل" بعد أن غادر لاعبو نادي ميسان الملعب بسبب المباراة للاحتجاج على قرار تحكيم (النتيجة في كان الوقت 1-1)
ملاحظة 2 تم منح مباراة ميسان - الصليخ بفوز 3-0 لـ "الصليخ" عقوبة لعدم حضور الفريق

## المجموعة ب
- جميع المباريات ستلعب في بغداد.[1]

| المركز | فريق                   | لعب | ف | ت | خ | له | عليه | فرق | نقاط | التأهل أو الهبوط               |
| ------ | ---------------------- | --- | - | - | - | -- | ---- | --- | ---- | ------------------------------ |
| 1      | الكرخ (بطل المجموعة ب) | 5   | 5 | 0 | 0 | 9  | 1    | +8  | 15   | الدوري العراقي الممتاز 2018–19 |
| 2      | الصناعة                | 5   | 3 | 0 | 2 | 13 | 6    | +7  | 9    |                                |
| 3      | عفك                    | 5   | 2 | 1 | 2 | 3  | 5    | −2  | 7    |                                |
| 4      | نادي برايتي            | 5   | 2 | 0 | 3 | 4  | 6    | −2  | 6    |                                |
| 5      | الناصرية               | 5   | 1 | 2 | 2 | 8  | 9    | −1  | 5    |                                |
| 6      | الرمادي                | 5   | 0 | 1 | 4 | 5  | 15   | −10 | 1    |                                |

المصدر: Iraqi 1st Div 2017/2018
قواعد ترتيب الفرق: 1 النقاط; 2 فرق الأهداف; 3 عدد الأهداف.
# = المركز ; لعب = المباريات الملعوبة; فاز = عدد مباريات الفوز; تعادل = عدد مباريات التعادل; خسر = عدد مباريات الخسارة; له = الأهداف التي سجلها; عليه = الأهداف التي استقبلها; +/- = فارق الأهداف; النقاط = النقاط ، (C) = البطل ، (R) = الهبوط